# Мирный, Максим Николаевич
Макси́м Никола́евич Ми́рный (бел. Максім Мікалаевіч Мірны; род. 6 июля 1977, Минск) — белорусский профессиональный теннисист, заслуженный мастер спорта. Бывшая первая ракетка мира в парном разряде; олимпийский чемпион 2012 года в смешанном парном разряде; 10-кратный победитель турниров Большого шлема в парном разряде и миксте; двукратный победитель Итогового турнира ATP (2006, 2011) в парном разряде; победитель 53 турниров ATP (из них один в одиночном разряде).
29 ноября 2018 года объявил о завершении спортивной карьеры.

## Общая информация
Старший из двух сыновей Николая и Татьяны Мирных; его брата зовут Пётр. Потомственный спортсмен: его отец играл в 1960-е годы в элитном дивизионе чемпионата СССР по волейболу, а мать — бывшая пловчиха-спринтер, в 1971 году поставившая рекорд Белорусской ССР в плавании на 200 метров баттерфляем.
В теннисе с семи лет; с самого начала одним из его тренеров являлся отец, которому время от времени помогали специалисты из различных американских академий.
Помимо игровой карьеры у Максима есть несколько неспортивных проектов: в Брейдентоне, недалеко от местного теннисного центра, Мирный открыл собственную пиццерию, а в Минске — спортивный центр с теннисными кортами, фитнес-клубом и косметическими кабинетами.
Среди спортсменов получил прозвище «Зверь».
В 2004 году женился на фотомодели Ксении Рубченя. У них четверо детей: дочери Мелания (2004) и Петра (2007), сыновья Демид (2009) и Трофим (2014).

## Стиль игры
Будучи ростом 196 см и обладателем мощной подачей, проповедовал быстрый и атлетичный теннис, поэтому был наиболее опасен на быстрых покрытиях. Один из немногих, кто в начале XXI века играл в стиле «подача-выход к сетке» (англ. serve-and-volley). Если не после подачи, то после второго удара он продвигался к сетке и играл с лёта, что выглядело очень эффектно и нередко приносило победы. Мощная подача, гибкость, хорошие рефлексы и отличная игра у сетки делали белоруса одним из лучших игроков парного тенниса своего времени. Максим также считался одним из самых неуступчивых игроков своего поколения, который рисковал и атаковал, несмотря на покрытие, счет игры и стиль игры соперника.
В одиночном разряде достижения белоруса куда скромнее — всего один титул, три проигранных финала, а на турнирах Большого шлема он никогда не проходил дальше четвертьфинала, но Максим имеет в своем активе победы над игроками, которые в разное время были первыми ракетками мира: Марат Сафин, Густаво Куэртен (причем Марата и Густаво белорус обыграл именно в то время, когда они были первыми в рейтинге), Роджер Федерер, Ллейтон Хьюитт, Пит Сампрас, Марсело Риос, Хуан Карлос Ферреро, Карлос Мойя, Энди Роддик, Евгений Кафельников и Джим Курье.

## Спортивная карьера

### Начало карьеры
В мае 1994 года в возрасте 16 лет Мирный дебютировал за национальную сборную Беларуси в отборочных раундах Кубка Дэвиса. В июне 1996 года он впервые выступил на основных соревнованиях ATП-тура, сыграв на турнире в Росмалене. В июле того же года он выиграл первый титул из серии «челленджер» в парном разряде на турнире в Манчестере. В концовке сезона он выиграл ещё один парный «челленджер» в Амарилло.
Особенно успешно выступает в парном разряде. Долгое время являлся лидером команды Беларуси в Кубке Дэвиса.
В январе 1997 года на Открытом чемпионате Австралии Мирный дебютировал в парном розыгрыше основных соревнований серии Большого шлема. В начале февраля в дуэте с Кевином Ульеттом он выиграл первый титул АТП на турнире в Шанхае. В январе 1998 года на Австралийском чемпионате Мирный смог пройти в полуфинал в миксте, выступив совместно Еленой Лиховцевой. Летом на Уимблдонском турнире Максим смог завоевать первый для себя Большой шлем. Произошло это в миксте, где он выступил в альянсе с 16-летней Сереной Уильямс. Для Мирного и Уильямс этот титул стал первым на Больших шлемах в их долголетней профессиональной карьере. В начале сентября они также смогли победить и на Открытом чемпионате США.
На Открытом чемпионате Австралии 1999 года Мирный и Уильямс остановились в шаге от победы в миксте, выйдя в финал. В феврале белорус выиграл парный трофей в Марселе с россиянином Андреем Ольховским. Через месяц их дуэт победил на турнире в Копенгагене, где помимо приза в парном разряде, Мирный смог впервые выйти в четвертьфинал в одиночках. В апреле Максим улучшил это достижение, сумев выйти в полуфинал грунтового турнира в Орландо. В мае в паре с югославским теннисистом Ненадом Зимоничем он взял титул на турнире в Делрей-Бич. На Открытом чемпионате Франции того сезона Мирный дебютировал в основных одиночных соревнованиях и вышел во второй раунд. В парном розыгрыше турнира он добрался до 1/4 финала в команде с россиянином Евгением Кафельниковым. На Открытом чемпионате США он встретился с Кафельниковым во втором раунде одиночных соревнований и проиграл. Несмотря на это, в мировом одиночном рейтинге белорус впервые вошёл в первую сотню. Четвёртый парный трофей АТП по ходу сезона Мирный выиграл в октябре в Сингапуре, выступив с американцем Эриком Тайно.

### 2000—2003 (титулы в США и победа в одиночном разряде)
На старте сезона 2000 года Мирный вышел в четвертьфинал в Дохе и выиграл там же парный титул в дуэте с Марком Ноулзом. В начале мая Максим вышел в полуфинал грунтового турнира в Мюнхене. В 2000 году Мирный успешно выступил на Открытом чемпионате США. В одиночном разряде он вышел в третий раунд, где в пятисетовом матче, продолжавшимся более 4 часов, проиграл третьей ракетке мира Магнусу Норману. В миксте, выступив в альянсе с Анной Курниковой он смог выйти в финал. Ну и наконец, главного достижения Мирный добился в мужском парном разряде, где в альянсе с Ллейтоном Хьюиттом смог выиграть титул. Ещё во втором раунде Мирный и Хьюитт обыграли первых номеров посева Тодда Вудбриджа и Марка Вудфорда (6-1, 4-6, 7-6(4)), а в финале смогли обыграть Рика Лича и Эллиса Феррейру (6-4, 5-7, 7-6(5)). Победа в США позволила Мирному подняться в топ-10 парного рейтинга. После этого он принял участие в первых для себя Олимпийских играх, которые проводились в Сиднее. Уже в первом раунде одиночных соревнованиях Максим смог преподнести сюрприз и выбить с турнира своего партнёра по успеху в США — местную надежду и седьмую ракетку мира Ллейтона Хьюитта. По итогу он прошёл в четвертьфинал, где проиграл серебряному призёру той Олимпиады Томми Хаасу. В парном розыгрыше Олимпийского турнира он также вышел в 1/4 финала в команде с Владимиром Волчковым. В октябре Максим вышел в полуфинал турнира в Тулузе. В ноябре он в дуэте со шведским теннисистом Никласом Культи выиграл парный розыгрыш турнира серии Мастерс в Париже.
В феврале 2001 года Мирный смог выйти в полуфинал на турнире в Марселе и обыграть по ходу соревнований пятую ракетку мира Магнуса Нормана. На следующем для себя турнире в Роттердаме в матче первого раунда он записал в свой актив победу над действующей первой ракеткой мира, которым на тот момент являлся Марат Сафин. На турнире в Дубае он вышел в 1/4 финала. В мае на турнире в Гамбурге белорусу удалась ещё одна победа над № 1 в мире. На это раз он обыграл Густаво Куэртена, сменившего Сафина на вершине рейтинга, Он выиграл на любимом для бразильца грунтовом покрытии, которое не так удобно для Мирного. В парных соревнованиях Уимблдонского турнира совместно с соотечественником Владимиром Волчковым Мирный добился выхода в полуфинал. В августе на теннисном турнире в Индианаполисе Мирный обыграл во втором раунде № 7 в мире Евгения Кафельникова и прошёл по итогу в четвертьфинал. На Открытом чемпионате США он вышел в третий раунд, где вновь встретился с № 1 в мире Густаво Куэртеном. В упорном пятисетовом матче победу за три с половиной часа одержал бразилец. В парном разряде Максим в дуэте с австралийцем Сэндоном Столлом вышел в полуфинал. В начале октября Мирный и Столл берут парный приз турнира в Москве. В октябре белорус смог выйти в 1/4 финала турнира в Лионе. На следующем для себя турнире в Штутгарте, входившим в серию Мастерс, Мирный выступил очень хорошо. В одиночном разряде, начав турнир с квалификации, он смог пройти в финал, обыграв по пути Оливье Рохуса и четырёх известных теннисистов из топ-20: Густаво Куэртена (№ 1 в мире на тот момент), Горана Иванишевича, Пита Сампраса и Евгения Кафельникова. В решающем матче за престижный титул Мирный проиграл немецкому теннисисту Томми Хаасу со счётом 2-6, 2-6, 2-6. После турнира в Штутгарте Максим смог выйти в 1/4 финала на турнире в Санкт-Петербурге.
В начале 2002 года Мирный сумел доиграть до полуфинала турнира в Сиднее. В феврале он трижды выходил в парный финал на турнирах АТП и из них смог взять один титул, завоеванный в Роттердаме совместно с Роджером Федерером. В грунтовой части сезона лучших результатов Максим добился в апреле на турнире в Оэйраше, где он вышел в четвертьфинал, а также на Мастерсе в Гамбурге, где он в первых раундах обыграл Пита Сампраса и Карлоса Мойю и по итогу смог пройти до стадии полуфинала, где проиграл Федереру. На Открытом чемпионате Франции белорус вышел в полуфинал парных соревнований в альянсе с Махешом Бхупати. На Уимблдоне их дуэт смог выйти в четвертьфинал. В июле Мирный сыграл в полуфинале на турнире в Лос-Анджелесе. В августе он достигает уже третьего места в парном рейтинге. На кортах Открытого чемпионата США он выступил успешно. В одиночном разряде белорус смог выйти в четвертьфинал. В четвёртом раунде ему противостоял более молодой Роджер Федерер, который на тот момент времени был 13-й ракеткой мира. Мирный смог обыграть швейцарца в трёх сетах — 6-3, 7-6(5), 6-4. В борьбе за выход в полуфинал он проиграл знаменитому американцу Андре Агасси, начав матч с выигрыша в первом сете (7-6(5), 3-6, 5-7, 3-6). В парном розыгрыше Мирный выступил с Махешем Бхупати и смог во второй раз в карьере победить на Открытом чемпионате США. В финале их дуэт обыграл представителей Чехии Иржи Новака и Радека Штепанека со счётом 6-3, 3-6, 6-4. Следующий титул в парах Мирный завоевал в начале октября на турнире в Москве, где сыграл в одной команде с Роджером Федерером.
В феврале 2003 года Мирный выиграл свой единственный в карьере титул АТП в одиночном разряде. Его он завоевал на зальном турнире в Роттердаме. По ходу турнира он смог обыграть Марио Анчича, Ивана Любичича, Евгения Кафельникова и Роджера Федерера. В финале Максим встретился с местным теннисистом Рамоном Слёйтером и обыграл его со счётом 7-6(3), 6-4. В марте в паре все с тем же Федерером он выиграл парный розыгрыш Мастерса в Майами. В апреле, перейдя на грунт, Мирный сыграл в полуфинале в Оэйраше и победил там в парном разряде (с Бхупати). На следующей неделе после этой победы, Махеш и Максим выиграли ещё один титул на Мастерсе в Монте-Карло. На Ролан Гаррос их дуэт смог выйти в четвертьфинал (в одиночном разряде Мирный проиграл Йонасу Бьоркману уже в первом раунде). По окончании Открытого чемпионата Франции Мирный в парном рейтинге смог подняться на высшую позицию, став 43-м теннисистом в истории, который стал первым в мире теннисистом-парником. На Уимблдонском турнире Бхупати и Мирный смогли достичь финала, где в решающей битве за Большой шлем проиграли Йонасу Бьоркману и Тодду Вудбриджу (6-3, 3-6, 6-7(4), 3-6). В одиночном разряде Мирный впервые для себя дошёл до четвёртого раунда, где также проиграл Йонасу Бьоркману. В преддверии Открытого чемпионата США белорус выдал неплохую для себя серию результатов. Он смог выйти в четвертьфинал в Вашингтоне и Монреале. На Мастерсе в Канаде он к тому же смог обыграть двух представителей топ-10: Ллейтона Хьюитта и Парадорна Шричапана (в четвертьфинале проиграл Федереру, который недавно выиграл Уимблдон), а также с Бхупати взять парный трофей. На следующем мастерсе в Цинциннати Мирный вышел в полуфинал, обыграв в 1/4 финала пятого в мире Гильермо Кориа. Неплохие результаты позволили Мирному войти в топ-20 одиночного рейтинга и достичь в нём наивысшей позиции в своей карьере — 18-го места. На Открытом чемпионате США в парном разряде совместно с Бхупати он сыграл в четвертьфинале, но в одиночном разряде в первом же круге проиграл Николаю Давыденко. В осенней части сезона лучшим результатом для Мирного стал выход в полуфинал турнира в Вене, где проиграл Федереру. Также со своим партнёром Махешом Бхупати он выиграл два парных титула: в Москве и на мастерсе в Мадриде. По итогам сезона 2003 года Мирный сохранил первое место в парном рейтинге. В одиночном он занял 23-ю строчку.

### 2004—2007 (два титула на Ролан Гаррос)

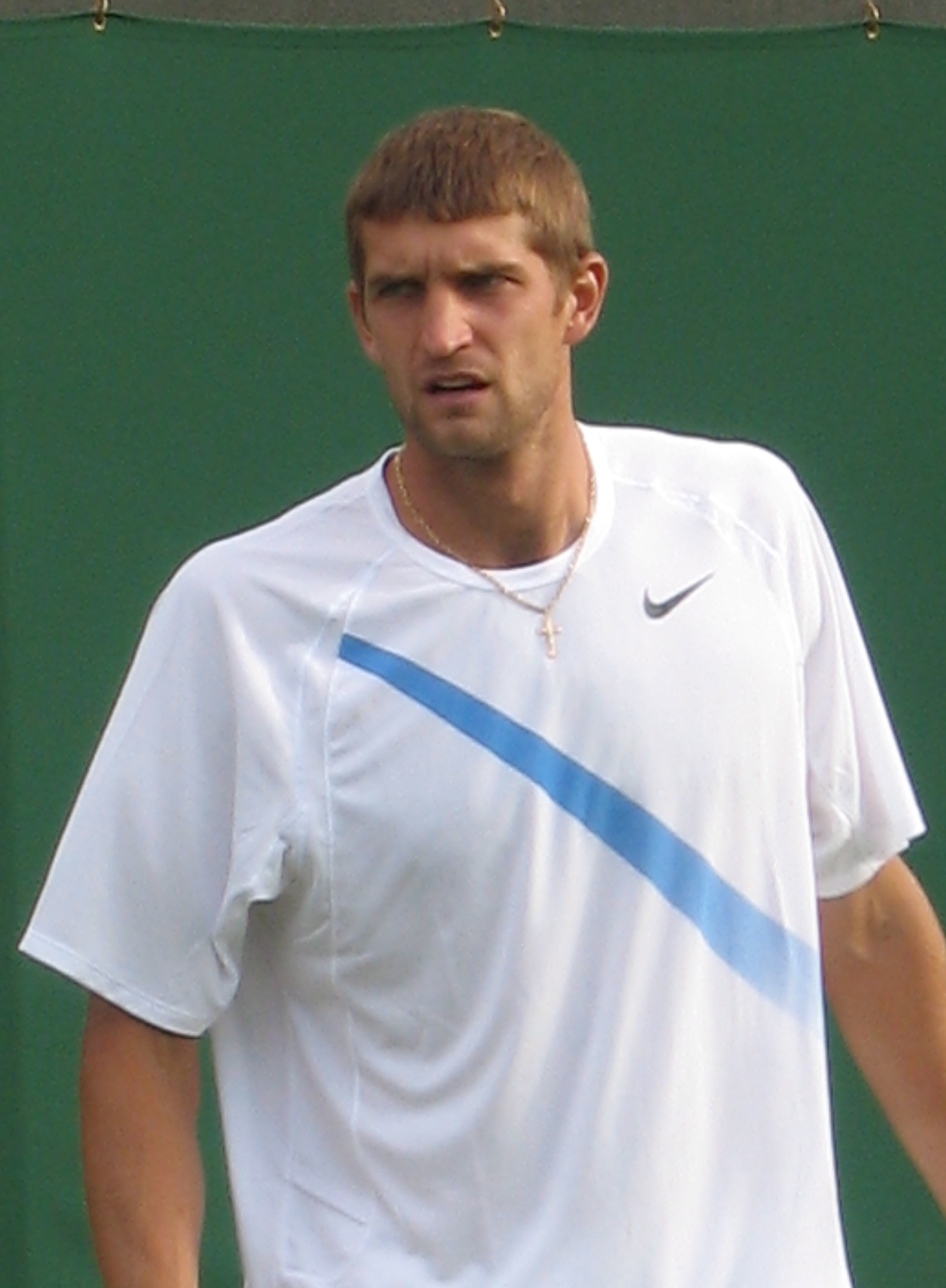
Мирный на Уимблдонском турнире 2007 года

На Австралийском чемпионате 2004 года Бхупати и Мирный вышли в 1/4 финала парных соревнований. В феврале Максим не смог защитить прошлогодний титул на турнире в Роттердаме, но добрался до полуфинала турнира, уступив третьей ракетке мира Ферреро. Затем он сыграл в 1/4 финала турнира в Марселе. В мае он с Бхупати выиграл парный титул на турнире в Риме. На Ролан Гаррос их дуэт смог выйти в полуфинал. Летом Мирный принимает участие во второй для себя Олимпиаде, которая проводилась в Афинах. В одиночном разряде белорус в третьем раунде проиграл американцу Марди Фишу, который дошёл до финала. В парном разряде в альянсе с Владимиром Волчковым выбыл во втором раунде, проиграв братьям Бобу и Майку Брайанам. В концовке сезона 2004 года Мирный хорошо выступил на Мастерсе в Париже, выйдя в полуфинал. На турнире Мирный одолел сильного чилийца Фернандо Гонсалеса, на стадии третьего раунда единственный раз за карьеру переиграл № 2 в мире Энди Роддика 7-6(2), 6-2 и в четвертьфинале молодого шведа Робина Седерлинга, но в полуфинале в трёх сетах проиграл чеху Радеку Штепанеку 6-3, 6-7(1), 4-6.
2005 год Мирный начинает с выхода в полуфинал в Сиднее, где проиграл Хьюитту. С этого сезона его постоянным партнёром по выступлениям в парном разряде стал известный шведский теннисист Йонас Бьоркман. Уже на австралийском чемпионате их дуэт дошёл до полуфинала. До этой же стадии Максим добрался и в миксте, где выступил совместно с Мартиной Навратиловой. В феврале белорусу удалось выйти в полуфинал турнира в Милане, четвертьфинал в Сан-Хосе и финал турнира в Мемфисе, где в матче за титул он проиграл Кеннету Карлсену со счётом 5-7, 5-7. В марте с Бьоркманом он взял парный титул мастерса в Майами. В апреле на грунтовом турнире в Барселоне Мирный обыграл в третьем раунде 7-ю ракетку мира Карлоса Мойю и прошёл в четвертьфинал. В мае ещё на одном мастерсе в Гамбурге Бьоркман и Мирный смогли завоевать титул. Следующую победу их дуэт завоевал уже на главном грунтовом турнире Открытом чемпионате Франции. В финале им противостояли братья Брайаны, которых Йонас и Максим обыграли со счётом 2-6, 6-1, 6-4. В июне, перейдя на травяное покрытие, Мирный вышел в последний одиночный финал АТП в своей карьере. Произошло это на турнире в Ноттингеме, где в борьбе за чемпионский титул белорус уступил Ришару Гаске. В парном разряде Уимблдонского турнира Бьоркамн и Мирный смогли выйти в полуфинал, где неожиданно проиграли Уэсли Муди и Стивену Хассу. В одиночном разряде Уимблдона Мирный добрался до четвёртого раунда. В августе дуэт Бьоркман и Мирный победил в парных соревнованиях мастерса в Цинциннати. На Открытом чемпионате США они смогли дойти до финала, где у них взяли реванш за поражение во Франции братья Брайаны (1-6, 4-6). В октябре на турнире в Москве Мирный дошёл до 1/4 финала в одиночках, а в парах смог победить, выступив в команде с россиянином Михаилом Южным. Это победа стала для Максима 25-й в карьере на турнирах АТП в парном разряде.
В январе 2006 года Бьоркман и Мирный выиграли парный приз на турнире в Дохе. На Австралийском чемпионате их дуэт вышел в четвертьфинал. В марте они выиграли парные соревнования мастерса в Майами, переиграв в финале первую пару мира Боба и Майка Брайанов. В апреле Бьоркман и Мирный побеждают ещё на одном мастерсе в Монте-Карло. В мае на мастерсе в Гамбурге Максим в личном первенстве смог выйти в четвертьфинал. Парный финал на Открытом чемпионате Франции стал повторением прошлогоднего. Бьоркман и Мирный вновь встретились с Бобом и Майком Брайаном и, как и в прошлом сезоне, смогли выиграть титул. На этот раз борьба в финале была ещё более упорной и закончилась со счётом 6-7(5), 6-4, 7-5 в пользу Йонаса и Максима. На Уимблдонском турнире они вышли в четвертьфинал. Также Мирный на Уимблдоне смог выйти в полуфинал в миксте в дуэте с Чжэн Цзе, а в одиночном разряде смог выиграть у бывшего финалиста Уимблдона Марка Филиппуссиса и у теннисиста из топ-10 Джеймса Блейка, попав в четвёртый раунд, но в матче за выход в 1/4 финала Мирный по недоброй традиции проиграл своему партнёру по парным выступлениям Йонасу Бьоркману (за всю карьеру Максим в одиночном разряде лишь один раз обыграл Йонаса Бьоркмана, а десять раз проиграл). В июле Мирный выиграл парный титул на грунтовом турнире в Штутгарте, сыграв в команде с аргентинцем Гастоном Гаудио. В августе он завоевал парный трофей на мастерсе в Цинциннати, воссоединившись в дуэт с Бьоркманом. На Открытом чемпионате США Йонас и Максим второй год подряд вышли в финал парных соревнований, но вновь уступили в решающем матче. На этот раз они проиграли паре Мартин Дамм и Леандер Паес — 7-6(5), 4-6, 3-6. Осенью Мирный на двух турнирах в России, проходящих в Москве и Санкт-Петербурге, смог выйти в четвертьфинал. В концовке сезона на Итоговом парном турнире Бьоркман и Мирный смогли завоевать титул чемпионов. В финале престижного соревнования они переиграли дуэт Марк Ноулз и Даниэль Нестор — 6-2, 6-4. По итогу 2006 сезона Мирный занял 3-е место парного рейтинга.
На старте сезона 2007 года Мирный вышел в четвертьфинал турнира в Дохе. На Открытом чемпионате Австралии он смог выйти в два парных финала (в мужской паре с Бьоркманом, а в миксте с Викторией Азаренко), но в обоих титульных матча его команды потерпели поражение. На Ролан Гаррос Бьоркман и Мирный не смогли победить в третий раз подряд, остановившись на стадии четвертьфинала. На Открытом чемпионате США Максим смог взять титул в миксте, выступив в команде с Азаренко. В осенней части сезона он выиграл один парный титул на турнире в Стокгольме, где он сыграл в дуэте с Бьоркманом.

### 2008—2012 (четвёртая победа на Ролан Гаррос и золото Олимпиады)

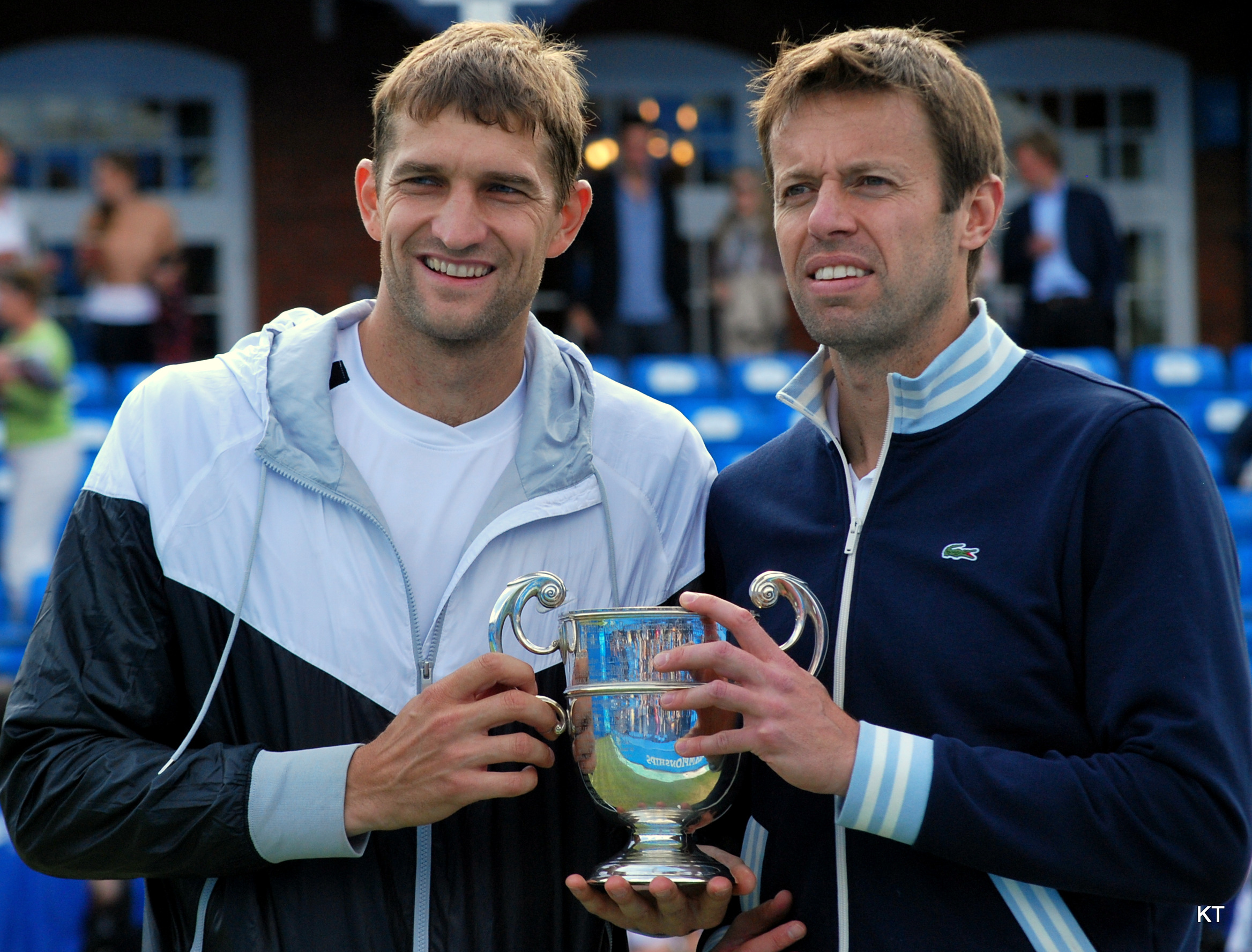
Мирный (слева) в паре с Даниэлем Нестором с кубком турнира в Лондоне 2012 года

С 2008 года партнёром Мирного по выступлениям в парах стал британец Джейми Маррей. В феврале 2008 года они побеждают в финале турнира в Делрей-Бич Боба и Майка Брайанов — 6-4, 3-6, [10-6]. В августе Мирный выступил на третьих для себя Олимпийских играх, которые проходили в Пекине. Он выступил только в одиночном турнире, где в первом же раунде проиграл немцу Николасу Киферу. По завершении Олимпиада Мирный больше не выступал в одиночном разряде, сконцентрировавшись на парных соревнованиях. В октябре того же года Максим выиграл титул в Вене, сыграв в паре с Энди Рамом.
На весенних мастерсах 2009 года Мирный в партнёрстве с Энди Рамом выступил удачно. На турнире в Индиан-Уэлсе они вышли в финал, а в Майами смогли стать чемпионами. Следующий раз в финал Мирный и Рам вышли в августе на мастерсе в Монреале. Лучшим выступлением в сезоне на турнирах Большого шлема для них стал выход в полуфинал Открытого чемпионата США. В концовке сезона пара Мирный Рам сыграла в финале Итогового турнира, где они проиграли братьям Брайанам.
В 2010 году Мирный возобновил сотрудничество с Махешем Бхупати, с которым он выступал в 2002—2003 годах. В марте их дуэт смог выйти в финал мастерса в Майами, а в апреле в Монте-Карло. Следующий раз они сыграли в финале мастерса в августе на турнире в Цинциннати. В ноябре Бхупати и Мирный смогли, наконец-то, выиграть мастерс и произошло это на турнире в Париже. На Итоговом турнире их дуэт смог попасть в финал, где они уступили Ненаду Зимоничу и Даниэлю Нестору со счётом 6-7(6), 4-6.
С 2011 года партнёром по выступлениям в парном разряде для Мирного стал Даниэль Нестор. В январе на Австралийском чемпионате они смогли выйти в полуфинал. В феврале Максим и Даниэль завоевали титул на турнире в Мемфисе. В начале апреля они сыграли в финале мастерса в Майами. Главного достижения в сезоне они добились на Открытом чемпионате Франции, где смогли взять главный парный трофей. В финале им противостояли южноамериканцы Хуан Себастьян Кабаль и Эдуардо Шванк, которые смогли навязать борьбу, но в итоге были обыграны со счётом 7-6(3), 3-6, 6-4. Следующей победы на турнире Мирный и Нестор добились в октябре на мастерсе в Шанхае. На Итоговом турнире 2011 года они сумели взять титул, переиграв в решающей встрече польский дуэт Марцин Матковский и Мариуш Фирстенберг.
В начале сезона 2012 года Мирный и Нестор победили на турнире в Брисбене. На Открытом чемпионате Австралии их дуэт смог дойти до полуфинала парных соревнований. Следующий титул они завоевали в феврале на турнире в Мемфисе. Весной они дважды сыграли в финалах на турнирах серии мастерс: в марте на харде в Майами и в апреле на грунте в Монте-Карло. В апреле Мирный возвращается на вершину парного рейтинга. На Открытом чемпионате Франции Мирный и Нестор второй год подряд смогли завоевать главный приз. В финале их пара переиграла братьев Брайанов со счётом 6-4, 6-4. Для Мирного, как и для Нестора, выигрыш на Ролан Гаррос стал уже 4-м в карьере и по количеству побед в мужском парном разряде они стали лидерами в «Открытой эре». Перейдя в июне на траву, Максим и Даниэль выиграли парный титул турнира в Лондоне. Летом белорус принял участие в четвёртой для себя Олимпиаде, которая проводилась на этот раз в Лондоне. В мужской паре в альянсе с Александром Бурым он проигрывает уже на старте. Успех же пришёл к нему в миксте, где он сыграл в команде с известной соотечественницей Викторией Азаренко. Белорусский дуэт, выступив в ранге фаворита под первым номером посева, сумел выиграть все четыре матча на турнире и стать Олимпийскими чемпионами.
Результаты матчей
| Раунд      | Соперники                      | Посев | Счёт           |
| ---------- | ------------------------------ | ----- | -------------- |
| 1          | Анжелика Кербер Филипп Пецшнер |       | 6-2 6-2        |
| 1/4 финала | Саня Мирза Леандер Паес        |       | 7-5 7-6(5)     |
| 1/2 финала | Лиза Реймонд Майк Брайан       | 3     | 3-6 6-4 [10-7] |
| Финал      | Лора Робсон Энди Маррей        | WC    | 2-6 6-3 [10-8] |

На Открытом чемпионате США 2012 года Мирный вышел в полуфинал в миксте в партнёрстве с Лизель Хубер. После выступления в США Мирный, проиграв в мужской паре уже в первом раунде, покинул вершину парного рейтинга.

### 2013—2018

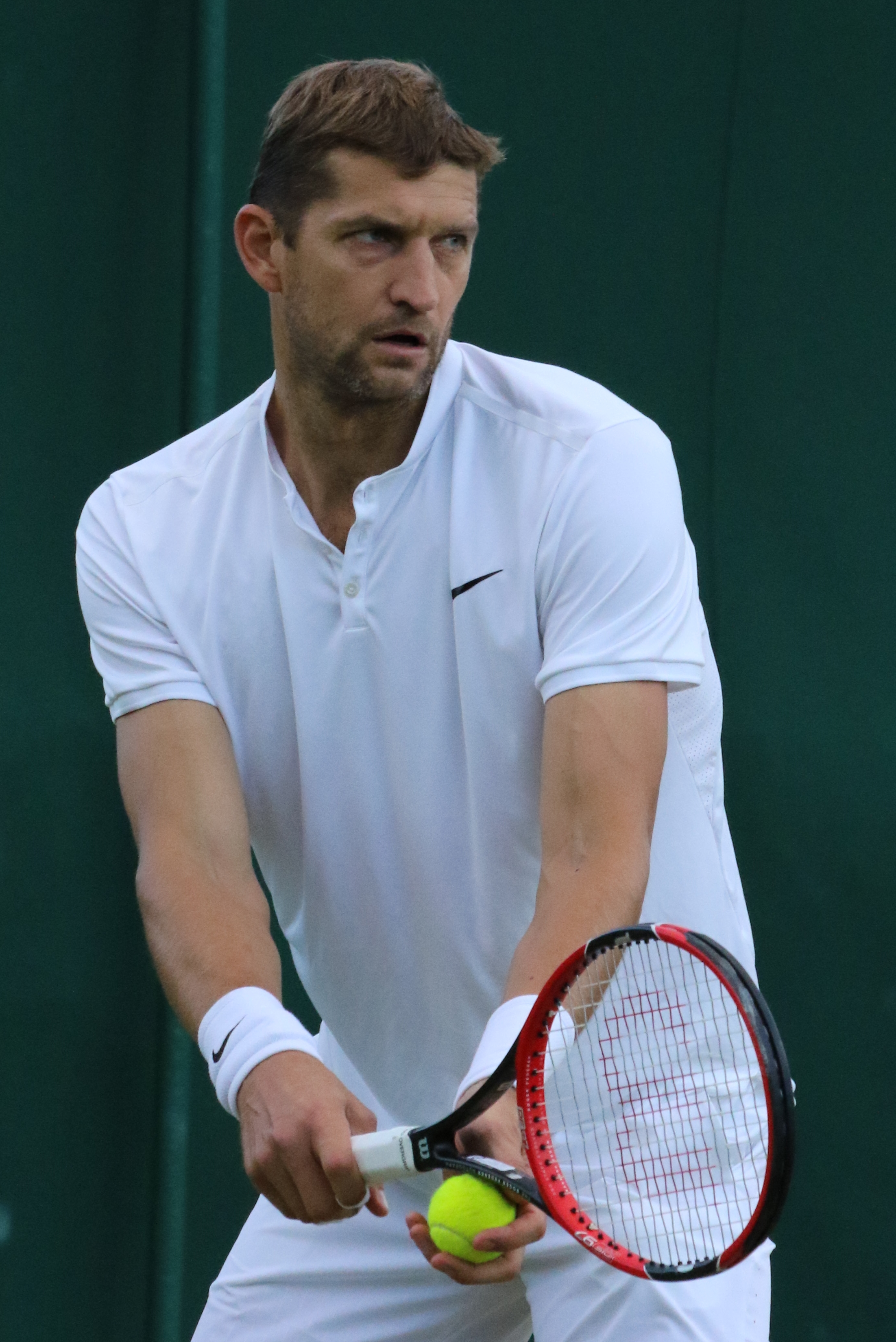
Мирный на Уимблдонском турнире 2016 года

С 2013 года результаты Мирного пошли на спад. С начала этого сезона он прекратил сотрудничество с Даниэлем Нестором и его новым основным компаньоном по выступлениям стал румын Хория Текэу. Первого титула в сезоне их дуэт добился в апреле на грунтовом турнире в Бухаресте. Следующую победу они одержали в июне на турнире в Хертогенбосе. Главного успеха в этом сезоне Максим добился на Открытом чемпионате США в миксте, где смог выиграть Большой шлем в паре с чешкой Андреа Главачковой. В октябре Мирный и Текэу выиграли парный трофей на турнире в Пекине.
В 2014 году Мирный выступает с разными партнёрами. В этом сезоне он впервые за 15 лет не смог выиграть ни одного титула АТП. На Австралийском чемпионате совместно с Михаилом Южным он вышел в четвертьфинал. На турнире в Акапулько Максим вышел в финал в паре с Фелисиано Лопесом. На Уимблдонском турнире в соревнованиях смешанного парного разряда он смог выйти в финал совместно с Чжань Хаоцин, где они проиграли Ненаду Зимоничу и Саманте Стосур.
В январе 2015 года в команде с Фелисиано Лопесом Мирный вышел в 1/4 финала Открытого чемпионата Австралии. За весь сезон он один раз (с тем же Лопесом) сыграл в финале турнира АТП — в конце сезона в Валенсии. В сезоне 2016 года партнёром Мирного стал Трет Конрад Хьюи. На Открытом чемпионате Австралии они вышли в четвертьфинал. В феврале Мирный и Хьюи смогли выиграть титул на турнире в Акапулько. На Уимблдонском турнире они смогли дойти до полуфинала. Летом Мирный выступил вот уже на пятой для себя Олимпиаде, которая проходила в Рио-де-Жанейро. Максим в паре с Александром Бурым проиграл в первом же раунде.
В феврале 2017 года Мирный и Хьюи вышли в финал турнира в Делрей-Бич.
Почти весь сезон 2018 года Мирный играл с Филиппом Освальдом. Сначала они вышли в финал в Окленде. На Открытом чемпионате Австралии в 1/16 им досталась пара братьев Брайанов, и они в тяжелом матче уступили 7-6(5), 4-6, 4-6. В феврале в Нью-Йорке они сумели выиграть турнир, финал которого стал для Максима 100-м на уровне ATP с учётом обоих разрядов. В апреле последовала победа на грунтовом турнире в Хьюстоне, где в том числе были обыграны братья Брайаны. Но затем грунтовый сезон был провален рядом поражений в первом круге. Однако на Открытом чемпионате Франции им снова рано досталась сильная пара. В первом круге они проиграли колумбийцам Хуану-Себастьяну Кабалю и Роберту Фара 6-7(3), 6-7(4). Уимблдон тоже был завершён в первом круге, на этот раз от аргентинцев Перальты и Себальоса. Мирный не участвовал ни в одном Мастерсе североамериканской серии. Открытый чемпионат США тоже закончился поражением в первом круге от Дэниэлла и Колхофа. Таким образом, Максим Мирный выиграл всего лишь один матч на турнире Большого Шлема. Смешанный разряд тоже не принёс успеха: 3 поражения в первых кругах — в Австралии с Пэн Шуай от Главачковой и Роже-Васслена, во Франции с Еленой Остапенко от Клепач и Ройера, на Уимблдоне с Кветой Пешке от сенсационных финалистов турнира Харриет Дарт и Джея Кларка.
В сентябре в Кубке Дэвиса Мирный сыграл в матче против России. В парной встрече вместе с Андреем Василевским они обыграли Карена Хачанова и Андрея Рублёва. Но эта победа не помогла сборной Беларуси , матч закончился 2:3. В конце сезона Мирный с Освальдом дошли до полуфинала в Санкт-Петербурге и Шэньчжэне. Последний турнир, на котором выступил Максим Мирный, был Кубок Кремля в Москве. Они дошли до финала, проиграв титул Остину Крайчеку и Радживу Раму. Последний матч был сыгран в Кубке Дэвиса против Словакии 27 октября. Вместе с Андреем Василевским он потерпел поражение от Мартина Клижана и Филипа Полашека 7-6(5), 4-6, 3-6. Сборная Словакии обыграла сборную Беларуси 3:1.
В ноябре 2018 Мирный завершил карьеру:
«Я решил, что 2018-й был моим последним сезоном в качестве профессионального игрока. Это было очень непростое решение, поскольку теннис был частью моей жизни сколько я себя помню. Мне повезло добиться гораздо большего, чем мог мечтать маленький мальчик из Минска».

### Карьера тренера
30 ноября 2019 года Мирный объявил о сотрудничестве с Кэи Нисикори. На Кубке ATP 2021 исполнял обязанности капитана сборной Японии, став за два года существования турнира первым капитаном-иностранцем.
В августе 2025 года первая ракетка мира Арина Соболенко включила Мирного в свой тренерский штаб на турниры Cincinnati Open и US Open. Вошел в команду Соболенко в роли консультанта.

## Рейтинг на конец года
| Год  | Одиночный рейтинг | Парный рейтинг |
| 2018 |                   | 55             |
| 2017 |                   | 41             |
| 2016 |                   | 21             |
| 2015 |                   | 28             |
| 2014 |                   | 47             |
| 2013 |                   | 22             |
| 2012 |                   | 7              |
| 2011 |                   | 3              |
| 2010 |                   | 7              |
| 2009 |                   | 11             |
| 2008 | 523               | 32             |
| 2007 | 152               | 16             |
| 2006 | 59                | 3              |
| 2005 | 34                | 4              |
| 2004 | 47                | 10             |
| 2003 | 23                | 1              |
| 2002 | 43                | 3              |
| 2001 | 35                | 11             |
| 2000 | 40                | 9              |
| 1999 | 74                | 33             |
| 1998 | 274               | 104            |
| 1997 | 340               | 94             |
| 1996 | 314               | 146            |
| 1995 | 399               | 316            |
| 1994 | 1219              |                |
| 1993 | 1178              |                |

По данным официального сайта ATP на последнюю неделю года.

## Выступления на турнирах

### Финалы турниров ATP в одиночном разряде (4)

#### Победа (1)
| Легенда                                |
| -------------------------------------- |
| Турниры Большого шлема (0+6+4)*        |
| Итоговый турнир ATP (0+2)              |
| Олимпиада (0+0+1)                      |
| ATP Мастерс 1000 (0+16)                |
| ATP International Gold / АТР 500 (1+8) |
| ATP International / АТР 250 (0+20)     |

| Титулы по покрытиям | Титулы по месту проведения матчей турнира |
| ------------------- | ----------------------------------------- |
| Хард (1+31+3)*      | Зал (1+23)                                |
| Грунт (0+12)        | Зал (1+23)                                |
| Трава (0+2+2)       | Открытый воздух (0+29+5)                  |
| Ковёр (0+7)         | Открытый воздух (0+29+5)                  |

* количество побед в одиночном разряде + количество побед в парном разряде + количество побед в миксте.
| №  | Дата            | Турнир                | Покрытие   | Соперник в финале | Счет       |
| 1. | 23 февраля 2003 | Роттердам, Нидерланды | Хард (зал) | Рамон Слёйтер     | 7-6(3) 6-4 |

#### Поражения (3)
| №  | Дата            | Турнир                    | Покрытие   | Соперник в финале | Счет        |
| 1. | 21 октября 2001 | Штутгарт, Германия        | Хард (зал) | Томми Хаас        | 2-6 2-6 2-6 |
| 2. | 20 февраля 2005 | Мемфис, США               | Хард (зал) | Кеннет Карлсен    | 5-7 5-7     |
| 3. | 19 июня 2005    | Ноттингем, Великобритания | Трава      | Ришар Гаске       | 2-6 3-6     |

### Финалы челленджеров и фьючерсов в одиночном разряде (11)

#### Победы (6)
| Условные обозначения |
| Челленджеры (0+7)*   |
| Фьючерсы (6+9)       |

| Титулы по покрытиям | Титулы по месту проведения матчей турнира |
| ------------------- | ----------------------------------------- |
| Хард (5+7)*         | Зал (0+4)                                 |
| Грунт (0+4)         | Зал (0+4)                                 |
| Трава (0+2)         | Открытый воздух (6+12)                    |
| Ковёр (1+3)         | Открытый воздух (6+12)                    |

* количество побед в одиночном разряде + количество побед в парном разряде.
| №  | Дата           | Турнир              | Покрытие | Соперник в финале        | Счёт        |
| 1. | 1 октября 1995 | Салоники, Греция    | Ковёр    | Жером Лустало            | 6-7 7-6 6-1 |
| 2. | 21 января 1996 | Панама, Панама      | Хард     | Бурхард Шольц            | 5-7 6-3 7-6 |
| 3. | 4 февраля 1996 | Панама, Панама      | Хард     | Боян Вуич                | 4-6 6-4 6-4 |
| 4. | 26 апреля 1998 | Андижан, Узбекистан | Хард     | Артём Дерепаско          | 3-6 6-0 7-6 |
| 5. | 17 мая 1998    | Саратов, Россия     | Хард     | Андрей Столяров          | 6-3 6-2     |
| 6. | 24 мая 1998    | Самара, Россия      | Хард     | Кирилл Иванов-Смоленский | 3-6 6-0 6-1 |

#### Поражения (5)
| №  | Дата            | Турнир                    | Покрытие   | Соперник в финале | Счёт           |
| 1. | 8 октября 1995  | Салоники, Греция          | Ковёр      | Маттиас Мюллер    | 3-6 7-5 2-6    |
| 2. | 15 октября 1995 | Салоники, Греция          | Ковёр      | Жером Лустало     | 6-7 6-7        |
| 3. | 25 июля 1999    | Уиннетка, США             | Хард       | Алекс О’Брайен    | 2-6 2-6        |
| 4. | 31 октября 1999 | Брест, Франция            | Хард (зал) | Роджер Федерер    | 6-7(4) 3-6     |
| 5. | 21 ноября 1999  | Андорра-ла-Велья, Андорра | Хард (зал) | Джастин Гимелстоб | 6-4 6-7(6) 5-7 |

### Финалы турниров Большого шлема в мужском парном разряде (10)

#### Победы (6)
| №  | Год  | Турнир                         | Покрытие | Партнёр        | Соперники в финале                  | Счёт           |
| 1. | 2000 | Открытый чемпионат США         | Хард     | Ллейтон Хьюитт | Рик Лич Эллис Феррейра              | 6-4 5-7 7-6(5) |
| 2. | 2002 | Открытый чемпионат США (2)     | Хард     | Махеш Бхупати  | Иржи Новак Радек Штепанек           | 6-3 3-6 6-4    |
| 3. | 2005 | Открытый чемпионат Франции     | Грунт    | Йонас Бьоркман | Боб Брайан Майк Брайан              | 2-6 6-1 6-4    |
| 4. | 2006 | Открытый чемпионат Франции (2) | Грунт    | Йонас Бьоркман | Боб Брайан Майк Брайан              | 6-7(5) 6-4 7-5 |
| 5. | 2011 | Открытый чемпионат Франции (3) | Грунт    | Даниэль Нестор | Хуан Себастьян Кабаль Эдуардо Шванк | 7-6(3) 3-6 6-4 |
| 6. | 2012 | Открытый чемпионат Франции (4) | Грунт    | Даниэль Нестор | Боб Брайан Майк Брайан              | 6-4 6-4        |

#### Поражения (4)
| №  | Год  | Турнир                       | Покрытие | Партнёр        | Соперники в финале           | Счёт               |
| 1. | 2003 | Уимблдон                     | Трава    | Махеш Бхупати  | Йонас Бьоркман Тодд Вудбридж | 6-3 3-6 6-7(4) 3-6 |
| 2. | 2005 | Открытый чемпионат США       | Хард     | Йонас Бьоркман | Боб Брайан Майк Брайан       | 1-6 4-6            |
| 3. | 2006 | Открытый чемпионат США (2)   | Хард     | Йонас Бьоркман | Мартин Дамм Леандер Паес     | 7-6(5) 4-6 3-6     |
| 4. | 2007 | Открытый чемпионат Австралии | Хард     | Йонас Бьоркман | Боб Брайан Майк Брайан       | 5-7 5-7            |

### Финалы Итогового турнираATPв парном разряде (4)

#### Победы (2)
| №  | Год  | Турнир                 | Покрытие   | Партнёр        | Соперники в финале                   | Счёт    |
| 1. | 2006 | Шанхай, Китай          | Хард (зал) | Йонас Бьоркман | Даниэль Нестор Марк Ноулз            | 6-2 6-4 |
| 2. | 2011 | Лондон, Великобритания | хард (зал) | Даниэль Нестор | Марцин Матковский Мариуш Фирстенберг | 7-5 6-3 |

#### Поражения (2)
| №  | Год  | Турнир                 | Покрытие   | Партнёр       | Соперники в финале           | Счёт       |
| 1. | 2009 | Лондон, Великобритания | Хард (зал) | Энди Рам      | Боб Брайан Майк Брайан       | 6-7(5) 3-6 |
| 2. | 2010 | Лондон, Великобритания | Хард (зал) | Махеш Бхупати | Ненад Зимонич Даниэль Нестор | 6-7(6) 4-6 |

### Финалы турнировATPв парном разряде (98)

#### Победы (52)
| №   | Дата             | Турнир                         | Покрытие    | Партнёр           | Соперники в финале                   | Счёт               |
| 1.  | 2 февраля 1997   | Шанхай, Китай                  | Ковёр (зал) | Кевин Ульетт      | Томас Нюдаль Стефано Пескосолидо     | 7-6 6-7 7-5        |
| 2.  | 7 февраля 1999   | Марсель, Франция               | Хард (зал)  | Андрей Ольховский | Дэвид Адамс Павел Визнер             | 7-5 7-6(7)         |
| 3.  | 7 марта 1999     | Копенгаген, Дания              | Ковёр (зал) | Андрей Ольховский | Марк-Кевин Гёлльнер Давид Приносил   | 6-7(5) 7-6(4) 6-1  |
| 4.  | 9 мая 1999       | Делрей-Бич, США                | Хард        | Ненад Зимонич     | Брайан Макфи Дуг Флэч                | 7-6(3) 3-6 6-3     |
| 5.  | 17 октября 1999  | Сингапур                       | Хард (зал)  | Эрик Тайно        | Тодд Вудбридж Марк Вудфорд           | 6-3 6-4            |
| 6.  | 9 января 2000    | Доха, Катар                    | Хард        | Марк Ноулз        | Алекс О'Брайен Джаред Палмер         | 6-3 6-4            |
| 7.  | 10 сентября 2000 | Открытый чемпионат США         | Хард        | Ллейтон Хьюитт    | Рик Лич Эллис Феррейра               | 6-4 5-7 7-6(5)     |
| 8.  | 19 ноября 2000   | Париж, Франция                 | Ковёр (зал) | Никлас Култи      | Даниэль Нестор Паул Хархёйс          | 6-4 7-5            |
| 9.  | 7 октября 2001   | Москва, Россия                 | Ковёр (зал) | Сэндон Столл      | Махеш Бхупати Джефф Таранго          | 6-3 6-0            |
| 10. | 21 октября 2001  | Штутгарт, Германия             | Хард (зал)  | Сэндон Столл      | Джефф Таранго Эллис Феррейра         | 7-6(0) 7-6(4)      |
| 11. | 24 февраля 2002  | Роттердам, Нидерланды          | Хард (зал)  | Роджер Федерер    | Даниэль Нестор Марк Ноулз            | 4-6 6-3 [10-4]     |
| 12. | 8 сентября 2002  | Открытый чемпионат США (2)     | Хард        | Махеш Бхупати     | Иржи Новак Радек Штепанек            | 6-3 3-6 6-4        |
| 13. | 7 октября 2002   | Москва, Россия (2)             | Ковёр (зал) | Роджер Федерер    | Джошуа Игл Сэндон Столл              | 6-4 7-6(0)         |
| 14. | 30 марта 2003    | Майами, США                    | Хард        | Роджер Федерер    | Леандер Паес Давид Рикл              | 7-5 6-3            |
| 15. | 13 апреля 2003   | Оэйраш, Португалия             | Грунт       | Махеш Бхупати     | Лукас Арнольд Кер Мариано Худ        | 6-1 6-2            |
| 16. | 20 апреля 2003   | Монте-Карло, Монако            | Грунт       | Махеш Бхупати     | Микаэль Льодра Фабрис Санторо        | 6-4 3-6 7-6(6)     |
| 17. | 10 августа 2003  | Монреаль, Канада               | Хард        | Махеш Бхупати     | Йонас Бьоркман Тодд Вудбридж         | 6-3 7-6(4)         |
| 18. | 5 октября 2003   | Москва, Россия (3)             | Ковёр (зал) | Махеш Бхупати     | Уэйн Блэк Кевин Ульетт               | 6-3 7-5            |
| 19. | 19 октября 2003  | Мадрид, Испания (2)            | Хард (зал)  | Махеш Бхупати     | Уэйн Блэк Кевин Ульетт               | 6-2 2-6 6-3        |
| 20. | 9 мая 2004       | Рим, Италия                    | Грунт       | Махеш Бхупати     | Уэйн Артурс Пол Хенли                | 2-6 6-3 6-4        |
| 21. | 3 апреля 2005    | Майами, США (2)                | Хард        | Йонас Бьоркман    | Уэйн Блэк Кевин Ульетт               | 6-1 6-2            |
| 22. | 15 мая 2005      | Гамбург, Германия              | Грунт       | Йонас Бьоркман    | Микаэль Льодра Фабрис Санторо        | 4-6 7-6(2) 7-6(3)  |
| 23. | 5 июня 2005      | Открытый чемпионат Франции     | Грунт       | Йонас Бьоркман    | Боб Брайан Майк Брайан               | 2-6 6-1 6-4        |
| 24. | 21 августа 2005  | Цинциннати, США                | Хард        | Йонас Бьоркман    | Уэйн Блэк Кевин Ульетт               | 7-6(3) 6-2         |
| 25. | 16 октября 2005  | Москва, Россия (4)             | Ковёр (зал) | Михаил Южный      | Игорь Андреев Николай Давыденко      | 5-1 5-1            |
| 26. | 8 января 2006    | Доха, Катар (2)                | Хард        | Йонас Бьоркман    | Кристоф Рохус Оливье Рохус           | 2-6 6-3 [10-8]     |
| 27. | 2 апреля 2006    | Майами, США (3)                | Хард        | Йонас Бьоркман    | Боб Брайан Майк Брайан               | 6-4 6-4            |
| 28. | 23 апреля 2006   | Монте-Карло, Монако (2)        | Грунт       | Йонас Бьоркман    | Ненад Зимонич Фабрис Санторо         | 6-2 7-6(2)         |
| 29. | 11 июня 2006     | Открытый чемпионат Франции (2) | Грунт       | Йонас Бьоркман    | Боб Брайан Майк Брайан               | 6-7(5) 6-4 7-5     |
| 30. | 23 июля 2006     | Штутгарт, Германия             | Грунт       | Гастон Гаудио     | Ив Аллегро Роберт Линдстедт          | 7-5 6-7(4) [12-10] |
| 31. | 20 августа 2006  | Цинциннати, США (2)            | Хард        | Йонас Бьоркман    | Боб Брайан Майк Брайан               | 3-6 6-3 [10-7]     |
| 32. | 19 ноября 2006   | Итоговый турнир Мастерс        | Хард (зал)  | Йонас Бьоркман    | Даниэль Нестор Марк Ноулз            | 6-2 6-4            |
| 33. | 14 октября 2007  | Стокгольм, Швеция              | Хард (зал)  | Йонас Бьоркман    | Арно Клеман Микаэль Льодра           | 6-4 6-4            |
| 34. | 17 февраля 2008  | Делрей-Бич, США (2)            | Хард        | Джейми Маррей     | Боб Брайан Майк Брайан               | 6-4 3-6 [10-6]     |
| 35. | 12 октября 2008  | Вена, Австрия                  | Хард (зал)  | Энди Рам          | Александр Пейя Филипп Пецшнер        | 6-1 7-5            |
| 36. | 4 апреля 2009    | Майами, США (4)                | Хард        | Энди Рам          | Эшли Фишер Стивен Хасс               | 6-7(4) 6-2 [10-7]  |
| 37. | 14 ноября 2010   | Париж, Франция (2)             | Хард (зал)  | Махеш Бхупати     | Марк Ноулз Энди Рам                  | 7-5 7-5            |
| 38. | 20 февраля 2011  | Мемфис, США                    | Хард (зал)  | Даниэль Нестор    | Эрик Буторак Жан-Жюльен Ройер        | 6-2 6-7(6) [10-3]  |
| 39. | 4 июня 2011      | Открытый чемпионат Франции (3) | Грунт       | Даниэль Нестор    | Хуан Себастьян Кабаль Эдуардо Шванк  | 7-6(3) 3-6 6-4     |
| 40. | 16 октября 2011  | Шанхай, Китай                  | Хард (зал)  | Даниэль Нестор    | Ненад Зимонич Микаэль Льодра         | 3-6 6-1 [12-10]    |
| 41. | 27 ноября 2011   | Финал Мирового Тура ATP (2)    | Хард (зал)  | Даниэль Нестор    | Марцин Матковский Мариуш Фирстенберг | 7-5 6-3            |
| 42. | 8 января 2012    | Брисбен, Австралия             | Хард (зал)  | Даниэль Нестор    | Юрген Мельцер Филипп Пецшнер         | 6-1 6-2            |
| 43. | 26 февраля 2012  | Мемфис, США (2)                | Хард (зал)  | Даниэль Нестор    | Иван Додиг Марсело Мело              | 4-6 7-5 [10-7]     |
| 44. | 9 июня 2012      | Открытый чемпионат Франции (4) | Грунт       | Даниэль Нестор    | Боб Брайан Майк Брайан               | 6-4 6-4            |
| 45. | 17 июня 2012     | Лондон, Великобритания         | Трава       | Даниэль Нестор    | Боб Брайан Майк Брайан               | 6-3 6-4            |
| 46. | 28 апреля 2013   | Бухарест, Румыния              | Грунт       | Хория Текэу       | Лукаш Длоуги Оливер Марах            | 4-6 6-4 [10-6]     |
| 47. | 22 июня 2013     | Хертогенбос, Нидерланды        | Трава       | Хория Текэу       | Андре Бегеман Мартин Эммрих          | 6-3 7-6(4)         |
| 48. | 6 октября 2013   | Пекин, Китай                   | Хард        | Хория Текэу       | Андреас Сеппи Фабио Фоньини          | 6-4 6-2            |
| 49. | 27 февраля 2016  | Акапулько, Мексика             | Хард        | Трет Конрад Хьюи  | Александр Пейя Филипп Пецшнер        | 7-6(5) 6-3         |
| 50. | 22 октября 2017  | Москва, Россия (5)             | Хард (зал)  | Филипп Освальд    | Дамир Джумхур Антонио Шанчич         | 6-3 7-5            |
| 51. | 18 февраля 2018  | Нью-Йорк, США                  | Хард (зал)  | Филипп Освальд    | Уэсли Колхоф Артём Ситак             | 6-4 4-6 [10-6]     |
| 52. | 14 апреля 2018   | Хьюстон, США                   | Грунт       | Филипп Освальд    | Андре Бегеман Антонио Шанчич         | 6-7(2) 6-4 [11-9]  |

#### Поражения (46)
| №   | Дата             | Турнир                       | Покрытие    | Партнёр            | Соперники в финале              | Счёт               |
| 1.  | 28 сентября 1997 | Тулуза, Франция              | Ковёр (зал) | Жан-Филипп Флёриан | Паул Хархёйс Якко Элтинг        | 3-6 6-7(6)         |
| 2.  | 12 апреля 1998   | Ченнаи, Индия                | Хард        | Оливье Делетр      | Махеш Бхупати Леандер Паес      | 7-6 3-6 2-6        |
| 3.  | 7 мая 2000       | Мюнхен, Германия             | Грунт       | Ненад Зимонич      | Дэвид Адамс Джон-Лаффни де Ягер | 4-6 4-6            |
| 4.  | 20 августа 2000  | Индианаполис, США            | Хард        | Йонас Бьоркман     | Сэндон Столл Ллейтон Хьюитт     | 2-6 6-3 3-6        |
| 5.  | 17 июня 2001     | Халле, Германия              | Трава       | Патрик Рафтер      | Даниэль Нестор Сэндон Столл     | 4-6 7-6(5) 1-6     |
| 6.  | 3 февраля 2002   | Милан, Италия                | Ковёр (зал) | Жюльен Бутте       | Карстен Браш Андрей Ольховский  | 6-3 6-7(5) [10-12] |
| 7.  | 17 февраля 2002  | Марсель, Франция             | Хард (зал)  | Жюльен Бутте       | Арно Клеман Николя Эскюде       | 4-6 3-6            |
| 8.  | 17 марта 2002    | Индиан-Уэлс, США             | Хард        | Роджер Федерер     | Даниэль Нестор Марк Ноулз       | 4-6 4-6            |
| 9.  | 16 июня 2002     | Лондон, Великобритания       | Трава       | Махеш Бхупати      | Уэйн Блэк Кевин Ульетт          | 5-7 3-6            |
| 10. | 11 августа 2002  | Цинциннати, США              | Хард        | Махеш Бхупати      | Джеймс Блэйк Тодд Мартин        | 5-7 3-6            |
| 11. | 18 августа 2002  | Индианаполис, США (2)        | Хард        | Махеш Бхупати      | Даниэль Нестор Марк Ноулз       | 6-7(4) 7-6(5) 4-6  |
| 12. | 20 октября 2002  | Мадрид, Испания              | Хард (зал)  | Махеш Бхупати      | Даниэль Нестор Марк Ноулз       | 3-6 5-7 0-6        |
| 13. | 5 января 2003    | Аделаида, Австралия          | Хард        | Джефф Моррисон     | Джефф Кутзе Крис Хаггард        | 6-2 4-6 6-7(7)     |
| 14. | 23 февраля 2003  | Роттердам, Нидерланды        | Хард (зал)  | Роджер Федерер     | Уэйн Артурс Пол Хенли           | 6-7(4) 2-6         |
| 15. | 18 мая 2003      | Гамбург, Германия            | Грунт       | Махеш Бхупати      | Даниэль Нестор Марк Ноулз       | 4-6 6-7(10)        |
| 16. | 15 июня 2003     | Лондон, Великобритания (2)   | Трава       | Махеш Бхупати      | Даниэль Нестор Марк Ноулз       | 7-5 4-6 6-7(3)     |
| 17. | 6 июля 2003      | Уимблдон                     | Трава       | Махеш Бхупати      | Йонас Бьоркман Тодд Вудбридж    | 6-3 3-6 6-7(4) 3-6 |
| 18. | 12 октября 2003  | Вена, Австрия                | Хард (зал)  | Махеш Бхупати      | Ив Аллегро Роджер Федерер       | 6-7(7) 5-7         |
| 19. | 1 августа 2004   | Торонто, Канада              | Хард        | Йонас Бьоркман     | Махеш Бхупати Леандер Паес      | 4-6 2-6            |
| 20. | 12 июня 2005     | Лондон, Великобритания (3)   | Трава       | Йонас Бьоркман     | Боб Брайан Майк Брайан          | 6-7(9) 6-7(4)      |
| 21. | 11 сентября 2005 | Открытый чемпионат США       | Хард        | Йонас Бьоркман     | Боб Брайан Майк Брайан          | 1-6 4-6            |
| 22. | 30 октября 2005  | Санкт-Петербург, Россия      | Ковёр (зал) | Йонас Бьоркман     | Юрген Мельцер Юлиан Ноул        | 6-4 5-7 5-7        |
| 23. | 18 июня 2006     | Лондон, Великобритания (4)   | Трава       | Йонас Бьоркман     | Кевин Ульетт Пол Хенли          | 4-6 6-3 [8-10]     |
| 24. | 10 сентября 2006 | Открытый чемпионат США (2)   | Хард        | Йонас Бьоркман     | Мартин Дамм Леандер Паес        | 7-6(5) 4-6 3-6     |
| 25. | 28 января 2007   | Открытый чемпионат Австралии | Хард        | Йонас Бьоркман     | Боб Брайан Майк Брайан          | 5-7 5-7            |
| 26. | 26 октября 2008  | Санкт-Петербург, Россия (2)  | Хард (зал)  | Рохан Бопанна      | Филип Полашек Трэвис Пэрротт    | 6-3 6-7(4) [8-10]  |
| 27. | 21 марта 2009    | Индиан-Уэлс, США (2)         | Хард        | Энди Рам           | Энди Роддик Марди Фиш           | 6-3 1-6 [12-14]    |
| 28. | 16 августа 2009  | Монреаль, Канада (2)         | Хард        | Энди Рам           | Махеш Бхупати Марк Ноулз        | 4-6 3-6            |
| 29. | 29 ноября 2009   | Финал Мирового Тура ATP      | Хард (зал)  | Энди Рам           | Боб Брайан Майк Брайан          | 6-7(5) 3-6         |
| 30. | 3 апреля 2010    | Майами, США                  | Хард        | Махеш Бхупати      | Лукаш Длоуги Леандер Паес       | 2-6 5-7            |
| 31. | 18 апреля 2010   | Монте-Карло, Монако          | Грунт       | Махеш Бхупати      | Ненад Зимонич Даниэль Нестор    | 3-6 0-2 — отказ    |
| 32. | 22 августа 2010  | Цинциннати, США (2)          | Хард        | Махеш Бхупати      | Боб Брайан Майк Брайан          | 3-6 4-6            |
| 33. | 7 ноября 2010    | Валенсия, Испания            | Хард (зал)  | Махеш Бхупати      | Джейми Маррей Энди Маррей       | 6-7(8) 7-5 [7-10]  |
| 34. | 28 ноября 2010   | Финал Мирового Тура ATP (2)  | Хард (зал)  | Махеш Бхупати      | Ненад Зимонич Даниэль Нестор    | 6-7(6) 4-6         |
| 35. | 2 апреля 2011    | Майами, США (2)              | Хард        | Даниэль Нестор     | Махеш Бхупати Леандер Паес      | 7-6(5) 2-6 [5-10]  |
| 36. | 30 октября 2011  | Вена, Австрия (2)            | Хард (зал)  | Даниэль Нестор     | Боб Брайан Майк Брайан          | 6-7(10) 3-6        |
| 37. | 5 ноября 2011    | Базель, Швейцария            | Хард (зал)  | Даниэль Нестор     | Ненад Зимонич Микаэль Льодра    | 4-6 5-7            |
| 38. | 31 марта 2012    | Майами, США (3)              | Хард        | Даниэль Нестор     | Леандер Паес Радек Штепанек     | 6-3 1-6 [8-10]     |
| 39. | 22 апреля 2012   | Монте-Карло, Монако (2)      | Грунт       | Даниэль Нестор     | Боб Брайан Майк Брайан          | 2-6 3-6            |
| 40. | 12 января 2013   | Сидней, Австралия            | Хард        | Хория Текэу        | Боб Брайан Майк Брайан          | 4-6 4-6            |
| 41. | 3 марта 2013     | Делрей-Бич, США              | Хард        | Хория Текэу        | Джеймс Блейк Джек Сок           | 4-6 4-6            |
| 42. | 1 марта 2014     | Акапулько, Мексика           | Хард        | Фелисиано Лопес    | Кевин Андерсон Мэттью Эбден     | 3-6 3-6            |
| 43. | 1 ноября 2015    | Валенсия, Испания (2)        | Хард (зал)  | Фелисиано Лопес    | Эрик Буторак Скотт Липски       | 6-7(4) 3-6         |
| 44. | 26 февраля 2017  | Делрей-Бич, США (2)          | Хард        | Трет Конрад Хьюи   | Равен Класен Раджив Рам         | 5-7 5-7            |
| 45. | 13 января 2018   | Окленд, Новая Зеландия       | Хард        | Филипп Освальд     | Оливер Марах Мате Павич         | 4-6 7-5 [7-10]     |
| 46. | 21 октября 2018  | Москва, Россия               | Хард (зал)  | Филипп Освальд     | Остин Крайчек Раджив Рам        | 6-7(4) 4-6         |

### Финалы челленджеров и фьючерсов в парном разряде (25)

#### Победы (16)
| №   | Дата            | Турнир                    | Покрытие    | Партнёр              | Соперники в финале                       | Счёт        |
| 1.  | 11 мая 1995     | Хельсинки, Финляндия      | Грунт       | Александр Долгополов | Ксавье Дофресн Андреас Эрнвалль          | 6-1 5-7 6-4 |
| 2.  | 23 июля 1995    | Минск, Беларусь           | Ковёр       | Владимир Габричидзе  | Андрей Столяров Игорь Челышев            | 6-2 7-5     |
| 3.  | 6 августа 1995  | Сочи, Россия              | Грунт       | Владимир Габричидзе  | Винс Меллино Стивен Ранджелович          | 6-2 6-4     |
| 4.  | 13 августа 1995 | Сочи, Россия              | Грунт       | Владимир Габричидзе  | Винс Меллино Стивен Ранджелович          | 6-1 6-2     |
| 5.  | 27 августа 1995 | Сочи, Россия              | Грунт       | Владимир Габричидзе  | Роман Кукал Томас Штренгбергер           | 2-6 6-1 6-2 |
| 6.  | 8 октября 1995  | Салоники, Греция          | Ковёр       | Бобби Кокавец        | Сирил Бускальон Жером Лустало            | 7-5 6-3     |
| 7.  | 21 июля 1996    | Манчестер, Великобритания | Трава       | Лиор Мор             | Фернон Вибир Дик Норман                  | 7-5 7-6     |
| 8.  | 1 декабря 1996  | Амарилло, США             | Хард        | Кевин Ульетт         | Джастин Гимелстоб Джефф Салзенстейн      | 6-3 6-4     |
| 9.  | 23 февраля 1997 | Шербур-Октевиль, Франция  | Хард (зал)  | Кевин Ульетт         | Стефано Пескосолидо Винченцо Сантопадре  | 6-3 6-7 6-4 |
| 10. | 26 апреля 1998  | Андижан, Узбекистан       | Хард        | Владимир Волчков     | Вадим Куценко Дмитрий Томашевич          | 6-2 6-4     |
| 11. | 17 мая 1998     | Саратов, Россия           | Хард        | Денис Голованов      | Артём Дерепаско Кирилл Иванов-Смоленский | 6-2 6-3     |
| 12. | 24 мая 1998     | Самара, Россия            | Хард        | Денис Голованов      | Артём Дерепаско Кирилл Иванов-Смоленский | 6-4 6-4     |
| 13. | 12 июля 1998    | Бристоль, Великобритания  | Трава       | Владимир Волчков     | Уэйн Артурс Бен Элвуд                    | 6-4 3-6 7-6 |
| 14. | 29 ноября 1998  | Порторож, Словения        | Хард (зал)  | Андрей Ольховский    | Александр Китинов Такао Судзуки          | 6-4 7-6     |
| 15. | 6 декабря 1998  | Нюмбрехт, Германия        | Ковёр (зал) | Андрей Ольховский    | Александр Китинов Саша Хиршзон           | 6-4 7-6     |
| 16. | 31 октября 1999 | Брест, Франция            | Хард (зал)  | Мартин Дамм          | Родольф Жильбер Лионель Ру               | 4-6 6-1 6-4 |

#### Поражения (9)
| №  | Дата            | Турнир              | Покрытие    | Партнёр           | Соперники в финале            | Счёт           |
| 1. | 15 октября 1995 | Салоники, Греция    | Ковёр       | Бобби Кокавец     | Сирил Бускальон Жером Лустало | 6-7 6-7        |
| 2. | 28 января 1996  | Панама, Панама      | Хард        | Филиппо Вельо     | Джефф Грант Дэвид ди Лучия    | 4-6 5-7        |
| 3. | 20 октября 1996 | Танагура, Япония    | Хард        | Жайми Онсинс      | Брайан Макфи Роджер Смит      | 4-6 4-6        |
| 4. | 18 мая 1997     | Кошице, Словакия    | Грунт       | Брент Хайгарт     | Эндрю Кратцман Пэт Кэш        | 6-4 2-6 4-6    |
| 5. | 19 октября 1997 | Сен-Дизье, Франция  | Хард        | Рогир Вассен      | Бретт Дикинсон Арну Л'Оффисье | 6-7 4-6        |
| 6. | 26 октября 1997 | Эккенталь, Германия | Ковёр (зал) | Георг Блюмауэр    | Ларс Реманн Райнер Шуттлер    | 4-6 6-1 3-6    |
| 7. | 1 марта 1998    | Хошимин, Вьетнам    | Хард        | Кевин Ульетт      | Махеш Бхупати Питер Трамакки  | 4-6 0-6        |
| 8. | 19 апреля 1998  | Вадодара, Индия     | Трава       | Питер Трамакки    | Уэсли Уайтхаус Майлз Уэйкфилд | 6-7 6-7        |
| 9. | 25 июля 1999    | Уиннетка, США       | Хард        | Александр Райхель | Джеймс Блейк Томас Блейк      | 4-6 7-6(7) 3-6 |

### Финалы турниров Большого Шлема в смешанном парном разряде (8)

#### Победы (4)
| №  | Год  | Турнир                     | Покрытие | Партнёрша         | Соперники в финале              | Счёт       |
| 1. | 1998 | Уимблдон                   | Трава    | Серена Уильямс    | Мирьяна Лучич Махеш Бхупати     | 6-4 6-4    |
| 2. | 1998 | Открытый чемпионат США     | Хард     | Серена Уильямс    | Лиза Реймонд Патрик Гэлбрайт    | 6-2 6-2    |
| 3. | 2007 | Открытый чемпионат США (2) | Хард     | Виктория Азаренко | Меган Шонесси Леандер Паес      | 6-4 7-6(6) |
| 4. | 2013 | Открытый чемпионат США (3) | Хард     | Андреа Главачкова | Абигейл Спирс Сантьяго Гонсалес | 7-6(5) 6-3 |

#### Поражения (4)
| №  | Год  | Турнир                           | Покрытие | Партнёрша         | Соперники в финале                  | Счёт           |
| 1. | 1999 | Открытый чемпионат Австралии     | Хард     | Серена Уильямс    | Мариан де Свардт Дэвид Адамс        | 4-6 6-4 6-7(5) |
| 2. | 2000 | Открытый чемпионат США           | Хард     | Анна Курникова    | Аранча Санчес Викарио Джаред Палмер | 4-6 3-6        |
| 3. | 2007 | Открытый чемпионат Австралии (2) | Хард     | Виктория Азаренко | Елена Лиховцева Даниэль Нестор      | 4-6 4-6        |
| 4. | 2014 | Уимблдон                         | Трава    | Чжань Хаоцин      | Саманта Стосур Ненад Зимонич        | 4-6 2-6        |

### Финалы Олимпийских турниров в смешанном парном разряде (1)

#### Победы (1)
| №  | Год  | Турнир                 | Покрытие | Партнёрша         | Соперники в финале      | Счёт           |
| 1. | 2012 | Лондон, Великобритания | Трава    | Виктория Азаренко | Лора Робсон Энди Маррей | 2-6 6-3 [10-8] |

## История выступлений на турнирах
| Турнир                       | 1996  | 1997          | 1998          | 1999          | 2000  | 2001          | 2002          | 2003          | 2004  | 2005          | 2006          | 2007          | 2008  | Итог   | В/П за карьеру |
| ---------------------------- | ----- | ------------- | ------------- | ------------- | ----- | ------------- | ------------- | ------------- | ----- | ------------- | ------------- | ------------- | ----- | ------ | -------------- |
| Турниры Большого шлема       |       |               |               |               |       |               |               |               |       |               |               |               |       |        |                |
| Открытый чемпионат Австралии | -     | К             | К             | К             | 3Р    | 2Р            | 1Р            | 1Р            | 1Р    | 1Р            | 3Р            | 2Р            | -     | 0 / 11 | 8-11           |
| Открытый чемпионат Франции   | К     | -             | -             | 2Р            | 1Р    | 1Р            | 1Р            | 1Р            | 1Р    | 1Р            | 2Р            | 1Р            | -     | 0 / 10 | 5-10           |
| Уимблдонский турнир          | К     | К             | К             | К             | 2Р    | 2Р            | 1Р            | 4Р            | 1Р    | 4Р            | 4Р            | 2Р            | К     | 0 / 13 | 19-13          |
| Открытый чемпионат США       | К     | -             | К             | 2Р            | 3Р    | 3Р            | 1/4           | 1Р            | 1Р    | 3Р            | 1Р            | 2Р            | -     | 0 / 11 | 14-12          |
| Итог                         | 0 / 3 | 0 / 2         | 0 / 3         | 0 / 4         | 0 / 4 | 0 / 4         | 0 / 4         | 0 / 4         | 0 / 4 | 0 / 4         | 0 / 4         | 0 / 4         | 0 / 1 | 0 / 45 |                |
| В/П в сезоне                 | 2-3   | 2-2           | 1-3           | 10-5          | 5-4   | 4-4           | 4-4           | 3-4           | 0-4   | 5-4           | 6-4           | 3-4           | 1-1   |        | 46-46          |
| Олимпийские игры             |       |               |               |               |       |               |               |               |       |               |               |               |       |        |                |
| Летняя олимпиада             | -     | Не проводился | Не проводился | Не проводился | 1/4   | Не проводился | Не проводился | Не проводился | 3Р    | Не проводился | Не проводился | Не проводился | 1Р    | 0 / 3  | 5-3            |

К — проиграл в квалификационном турнире.
| Турнир                 | 1996  | 1997          | 1998          | 1999          | 2000  | 2001          | 2002          | 2003          | 2004   | 2005          | 2006          | 2007          | 2008  | 2009          | 2010          | 2011          | 2012   | 2013          | 2014          | 2015          | 2016   | 2017          | 2018          | Итог   | В/П за карьеру |
| ---------------------- | ----- | ------------- | ------------- | ------------- | ----- | ------------- | ------------- | ------------- | ------ | ------------- | ------------- | ------------- | ----- | ------------- | ------------- | ------------- | ------ | ------------- | ------------- | ------------- | ------ | ------------- | ------------- | ------ | -------------- |
| Турниры Большого шлема |       |               |               |               |       |               |               |               |        |               |               |               |       |               |               |               |        |               |               |               |        |               |               |        |                |
| Австралия              | -     | 1Р            | 1Р            | 3Р            | 3Р    | 2Р            | -             | 2Р            | 1/4    | 1/2           | 1/4           | Ф             | 1Р    | 2Р            | 1Р            | 1/2           | 1/2    | 2Р            | 1/4           | 1/4           | 1/4    | 2Р            | 2Р            | 0 / 21 | 42-21          |
| Ролан Гаррос           | -     | 1Р            | -             | 1/4           | 1Р    | 3Р            | 1/2           | 1/4           | 1/2    | П             | П             | 1/4           | 1Р    | 1Р            | 2Р            | П             | П      | 2Р            | 1Р            | 2Р            | 3Р     | 1Р            | 1Р            | 4 / 21 | 47-17          |
| Уимблдон               | К     | 1Р            | 1Р            | 2Р            | 1Р    | 1/2           | 1/4           | Ф             | 3Р     | 1/2           | 1/4           | 1Р            | 3Р    | 3Р            | 3Р            | 2Р            | 2Р     | 3Р            | 1Р            | 3Р            | 1/2    | 1/4           | 1Р            | 0 / 23 | 40-21          |
| США                    | -     | 1Р            | 1Р            | 1Р            | П     | 1/2           | П             | 1/4           | 3Р     | Ф             | Ф             | 3Р            | 1Р    | 1/2           | 2Р            | 2Р            | 1Р     | 1Р            | 1Р            | 1Р            | 1Р     | 1Р            | 1Р            | 2 / 22 | 38-20          |
| Итог                   | 0 / 1 | 0 / 4         | 0 / 3         | 0 / 3         | 1 / 4 | 0 / 4         | 1 / 3         | 0 / 4         | 0 / 4  | 1 / 4         | 1 / 4         | 0 / 4         | 0 / 4 | 0 / 4         | 0 / 4         | 1 / 4         | 1 / 4  | 0 / 4         | 0 / 4         | 0 / 4         | 0 / 4  | 0 / 4         | 0 / 4         | 6 / 86 |                |
| В/П в сезоне           | 0-1   | 0-4           | 0-3           | 6-2           | 8-3   | 11-4          | 13-2          | 11-4          | 10-4   | 19-3          | 16-3          | 10-4          | 2-4   | 7-4           | 4-4           | 12-3          | 11-3   | 4-4           | 3-4           | 6-4           | 9-4    | 4-4           | 1-4           |        | 167-79         |
| Олимпийские игры       |       |               |               |               |       |               |               |               |        |               |               |               |       |               |               |               |        |               |               |               |        |               |               |        |                |
| Летняя олимпиада       | -     | Не проводился | Не проводился | Не проводился | 1/4   | Не проводился | Не проводился | Не проводился | 2Р     | Не проводился | Не проводился | Не проводился | -     | Не проводился | Не проводился | Не проводился | 1Р     | Не проводился | Не проводился | Не проводился | 1Р     | Не проводился | Не проводился | 0 / 4  | 2-4            |
| Итоговые турниры       |       |               |               |               |       |               |               |               |        |               |               |               |       |               |               |               |        |               |               |               |        |               |               |        |                |
| Финал Мирового Тура    | -     | -             | -             | -             | -     | -             | -             | Группа        | Группа | Группа        | П             | Группа        | -     | Ф             | Ф             | П             | Группа | -             | -             | -             | Группа | -             | -             | 2 / 10 | 20-18          |

К — проиграл в квалификационном турнире.
| Турнир                 | 1997          | 1998          | 1999          | 2000          | 2001          | 2003          | 2004          | 2005          | 2006          | 2007          | 2008          | 2009          | 2010          | 2011          | 2012  | 2013          | 2014          | 2015          | 2016  | 2017          | 2018          | Итог   | В/П за карьеру |
| ---------------------- | ------------- | ------------- | ------------- | ------------- | ------------- | ------------- | ------------- | ------------- | ------------- | ------------- | ------------- | ------------- | ------------- | ------------- | ----- | ------------- | ------------- | ------------- | ----- | ------------- | ------------- | ------ | -------------- |
| Турниры Большого шлема |               |               |               |               |               |               |               |               |               |               |               |               |               |               |       |               |               |               |       |               |               |        |                |
| Австралия              | -             | 1/2           | Ф             | -             | 1Р            | 1Р            | -             | 1/2           | -             | Ф             | 1Р            | 1Р            | 2Р            | 1Р            | 1Р    | 2Р            | 2Р            | 1Р            | 1Р    | 1Р            | 1Р            | 0 / 17 | 16-17          |
| Ролан Гаррос           | -             | -             | -             | -             | 2Р            | -             | -             | 1Р            | 2Р            | 1Р            | 1Р            | 1/2           | 1/4           | 2Р            | 1/4   | 1Р            | 1Р            | 1Р            | 1/4   | 1Р            | 1Р            | 0 / 15 | 12-15          |
| Уимблдон               | 2Р            | П             | 2Р            | -             | 2Р            | -             | -             | -             | 1/2           | 1Р            | 3Р            | 3Р            | 3Р            | 2Р            | 3Р    | 2Р            | Ф             | 1Р            | 2Р    | 3Р            | 2Р            | 1 / 17 | 22-16          |
| США                    | -             | П             | -             | Ф             | 1Р            | -             | 1/4           | -             | 2Р            | П             | 1Р            | 1Р            | -             | 1Р            | 1/2   | П             | 2Р            | 1/4           | 2Р    | -             | -             | 3 / 14 | 27-11          |
| Итог                   | 0 / 1         | 2 / 3         | 0 / 2         | 0 / 1         | 0 / 4         | 0 / 1         | 0 / 1         | 0 / 2         | 0 / 3         | 1 / 4         | 0 / 4         | 0 / 4         | 0 / 3         | 0 / 4         | 0 / 4 | 1 / 4         | 0 / 4         | 0 / 4         | 0 / 4 | 0 / 3         | 0 / 3         | 4 / 63 |                |
| В/П в сезоне           | 1-1           | 13-1          | 5-2           | 4-1           | 2-4           | 0-1           | 2-1           | 2-2           | 5-3           | 4-3           | 2-4           | 3-4           | 4-3           | 1-4           | 6-4   | 6-3           | 6-4           | 2-4           | 3-4   | 1-3           | 0-3           |        | 72-59          |
| Олимпийские игры       |               |               |               |               |               |               |               |               |               |               |               |               |               |               |       |               |               |               |       |               |               |        |                |
| Летняя олимпиада       | Не проводился | Не проводился | Не проводился | Не проводился | Не проводился | Не проводился | Не проводился | Не проводился | Не проводился | Не проводился | Не проводился | Не проводился | Не проводился | Не проводился | П     | Не проводился | Не проводился | Не проводился | -     | Не проводился | Не проводился | 1 / 1  | 4-0            |